# Bouchard VI de Vendôme
Pour les articles homonymes, voir Bouchard de Vendôme.
Bouchard VI de Vendôme (mort le 26 février 1354), comte de Vendôme, seigneur de Castres (1315-1353) de la Maison de Montoire, fils de Jean V et d'Eléonore de Montfort.
Il épouse Alix de Bretagne (morte en 1377), fille d'Arthur II, duc de Bretagne et de Yolande de Dreux, et eut :
- Jean VI de Vendôme ;
- Pierre ;
- Simon, marié à Jeanne de Montbazon ;
- Bouchard, seigneur de Segré et de Feillet/Feuillet(te), La Ventrouze, La Bigottière, x Marguerite de Beaumont de Brienne, dame du Lude, Segré et Martigné-Ferchaud : sœur cadette de Louis II et Marie, les derniers vicomtes de Beaumont-au-Maine de la Maison de Brienne (cf. l'article Ste-Suzanne) ;
- Eléonore, épouse de Roger-Bernard, comte de Périgord (d'après le "Précis Historique sur les comtes de Périgord et les branches qui en découlent" (Saint-Allais) ;
- Jeanne (morte le 29 novembre 1395), mariée à Renaud, seigneur de Brétancourt.

En 1320, il vend son droit de battage à Philippe V le long. Un traité passé en 1329 avec Guy de Châtillon, comte de Blois fixe la frontière entre les deux comtés, réduisant les enclaves.
Bouchard est envoyé en mission militaire en Flandre du 17 novembre au 18 décembre 1353, puis est envoyé en mission diplomatique de Paris à Évreux et Mantes auprès du roi de Navarre, du 13 janvier au 12 février 1354.
Il meurt le 26 février 1354 et est inhumé dans la collégiale Saint-Georges de Vendôme